# Vitrinobrachium tridentinum
Vitrinobrachium tridentinum is een slakkensoort uit de familie van de Vitrinidae. De wetenschappelijke naam van de soort werd in 1956 voor het eerst geldig gepubliceerd door Lothar Forcart.

## Beschrijving
Het rechtsgewonden slakkenhuisje is zeer plat en conisch met een zeer kromme mond, zodat het huisje in het algemeen ook als oorvormig kan worden omschreven. Het wordt 5,5 tot 6 mm breed en 2,7 mm hoog. Het heeft 2 tot 2,15 windingen, waarbij de eerste windingen zeer strak zijn opgewonden en de laatste winding zeer snel groeit. De topwindingen beslaat ongeveer 60% van de totale diameter bij de mond. De windingen zijn aan de bovenzijde zeer licht gebogen, de naad is zeer vlak. De mond is 4,3 mm breed en 3,1 mm hoog. De mondrand is recht en geslepen. Er is geen huidnaad aan de onderrand van de mond. Er is ook geen navel.
De schaal van het huisje is dun en kwetsbaar. Het is lichtbruin van kleur en doorschijnend. Het oppervlak is glad en glanzend met uitzondering van vage groeilijnen. De embryonale schelp heeft dicht opeengepakte kleine kuiltjes die in spiraalvormige lijnen zijn gerangschikt.
Het zachte lichaam is lichtgrijs, de nek kan min of meer intens bruinrood gekleurd zijn. De donkergrijze mantel bedekt bijna de gehele voorkant van het lichaam en loopt ook bijna door tot aan de zool aan de zijkanten. Het dier is uitgerekt tot ongeveer 16 mm lang.

### Vergelijkbare soorten
Het huisje van Vitrinobrachium tridentinum verschilt slechts weinig van dat van de Rijnglasslak (Vitrinobrachium breve). De binnenste windingen van Vitrinobrachium tridentinum zijn iets strakker gewikkeld, de topwinding loopt sneller op en is iets breder. Er zijn iets meer windingen en de top van het huisje is vlakker. Maar het belangrijkste verschil zit in het genitale apparaat; de spermatheca hecht zich aan het distale deel van de penis, niet aan het atrium zoals bij de Rijnglasslak.

## Geografische verspreiding en leefgebied
Het verspreidingsgebied is ook beperkt tot een klein gebied in de Zuid-Italiaanse Alpen (provincies Bozen, Brescia, Trento en Vicenza) tussen 200 en 1500 meter boven zeeniveau (in Kerney et al., 1983 abusievelijk alleen in Zwitserland). Vermoedelijk verwijst de verklaring van de IUCN (Zuid-Zwitserland) ook naar deze foutieve verklaring. Nardi (2015) geeft alleen vindplaatsen in de Zuid-Italiaanse Alpen.
De dieren leven in vochtige bergachtige loofbossen onder bladafval of onder stenen.